# Pyankovia brachiata
Pyankovia es un género de plantas fanerógamas de la familia Amaranthaceae. Su especie,Pyankovia brachiata, es originaria de Asia.

## Descripción
Es una planta anual que alcanza un tamaño de 10-30 cm de altura. Las hojas, con la excepción de las brácteas superiores, son opuestas, lineales, cilíndricas, carnosas. Perianto  peludao que se desarrolla en la fruta de color púrpura brillante,  amarillo limón, o simplemente en el borde de púrpura, luego le crecen alas marrones. Las frutas están dispuestas verticalmente.

## Distribución
Se encuentra al sur de Europa del Este, Crimea, el Cáucaso, al sur de Siberia occidental y Asia central.

## Ecología
Crece en solución salina en las estepas salinas, en yesos y laderas de arcilla.

## Taxonomía
Pyankovia brachiata fue descrito (Pall.) Akhani & Roalson y publicado en Int. J. Pl. Sci. 168(6): 949. 2007
Etimología
El género fue nombrado en honor del botánico ruso Vladimir Pyankov.